# 東村 (群馬県)
この項目では、群馬県にかつて複数の東村（あずまむら、あづまむら）が存在していたことについて記述する。
ひとつの県に同名の市町村があることは珍しいことだが、群馬県では1889年の町村制施行に伴い、5ヶ所の「東村」が新設された。群馬・利根の2郡にあった東村は1950年代の昭和の大合併によって廃止されたが、佐波・勢多・吾妻の3郡にあった東村は2005-2006年の平成の大合併で廃止されるまで存続していた。多数の東村が設立されたのは、ヤマトタケルが東征の帰路で「アズマハヤ（わが妻よ）」と亡き妻を偲んだ伝説に由来すると考えられている。
混同を避けるため、群馬県内では「勢多東」のように郡名を添えて区別していた。勢多郡東村（現みどり市）の富弘美術館を訪れようとした観光客が、誤って吾妻郡東村（現東吾妻町）に来てしまうということもあった。
- 群馬郡東村は、1954年（昭和29年）4月1日の前橋市への編入に伴い廃止された。今日の市の南西部、JR新前橋駅から南の一帯にあたる。
- 利根郡東村は、1956年（昭和31年）9月30日に利根郡赤城根村と合併し利根村（2005年に沼田市と合併）となり廃止された。
- 佐波郡東村は、2005年（平成17年）1月1日に伊勢崎市との合併により廃止された。
- 勢多郡東村は、2006年（平成18年）3月27日に山田郡大間々町、新田郡笠懸町と合併しみどり市となり廃止された。
- 吾妻郡東村は、2006年（平成18年）3月27日に吾妻郡吾妻町と合併し東吾妻町となり廃止された。読み仮名は「あづまむら」と表記された[1]。